# 에스토니아 올림픽 위원회
에스토니아 올림픽 위원회(에스토니아어: Eesti Olümpiakomitee)는 에스토니아의 국가 올림픽 위원회이다. IOC 코드는 EST이다. 본부는 탈린에 있으며 유럽 올림픽 위원회에 소속되어 있다.
1923년 12월 8일에 설립되어 1924년에 국제 올림픽 위원회의 승인을 받았지만 1940년 에스토니아가 소련의 침공으로 인해 강제 병합되면서 해체되었다. 1989년 1월 14일에 다시 설립되었고 1991년에 국제 올림픽 위원회로부터 재승인을 받았다. 올림픽, 유러피언 게임을 비롯한 국제 스포츠 대회에 참가하는 에스토니아의 선수들을 대표한다.

## 같이 보기
- 올림픽 에스토니아 선수단